# مطبخ إيراني

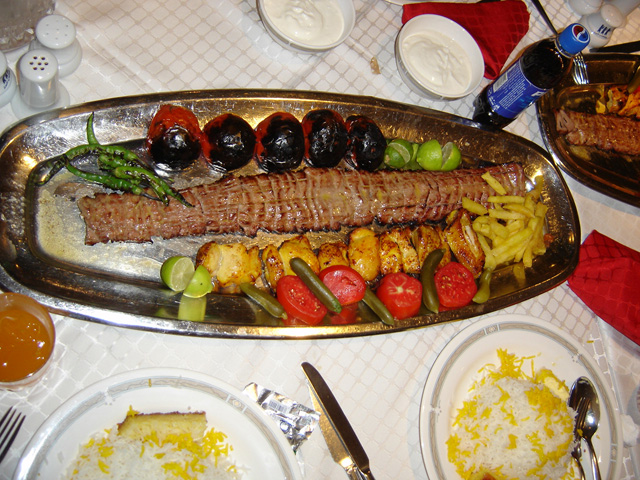
كباب إيراني

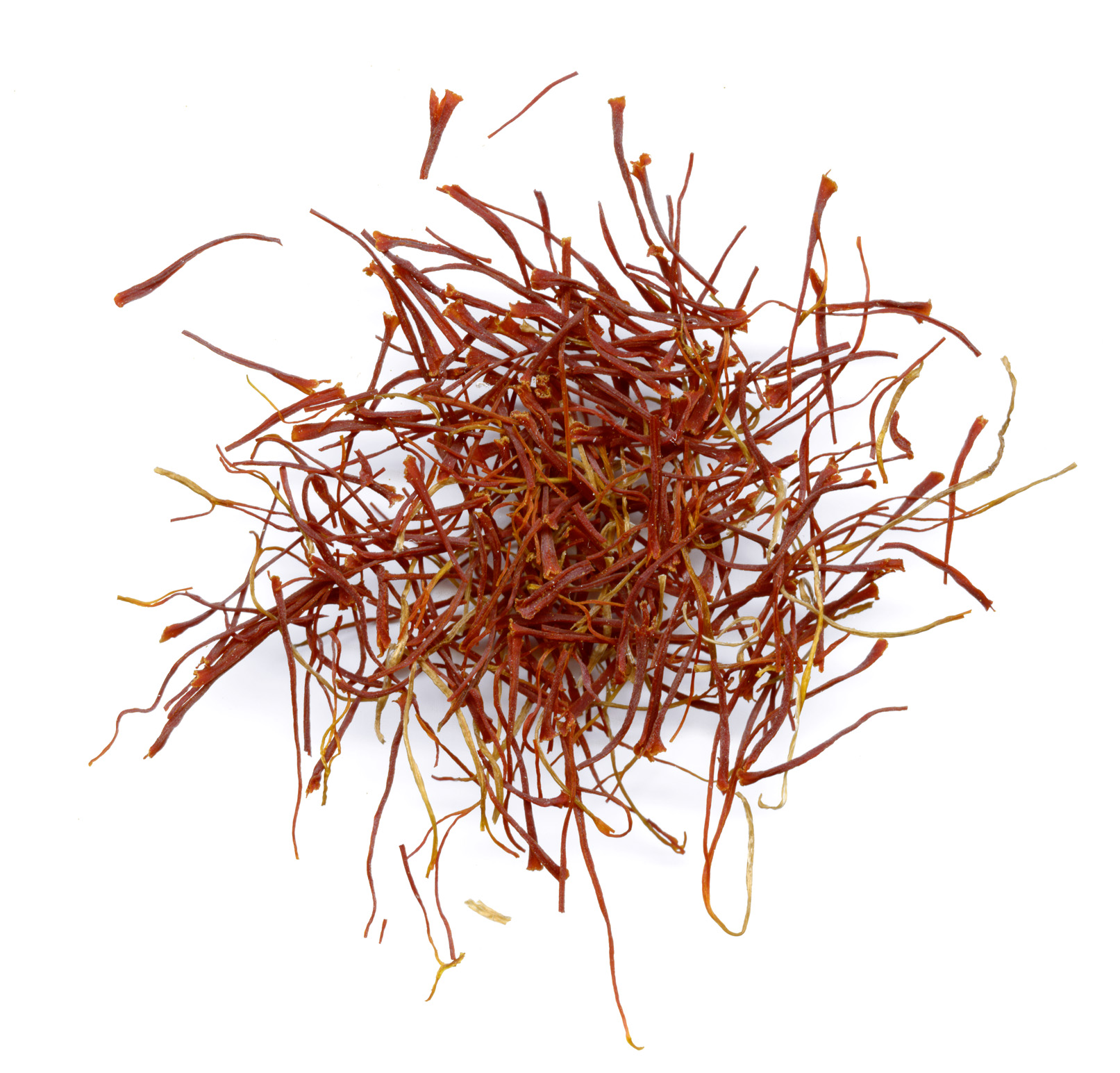
الزعفران الإيراني

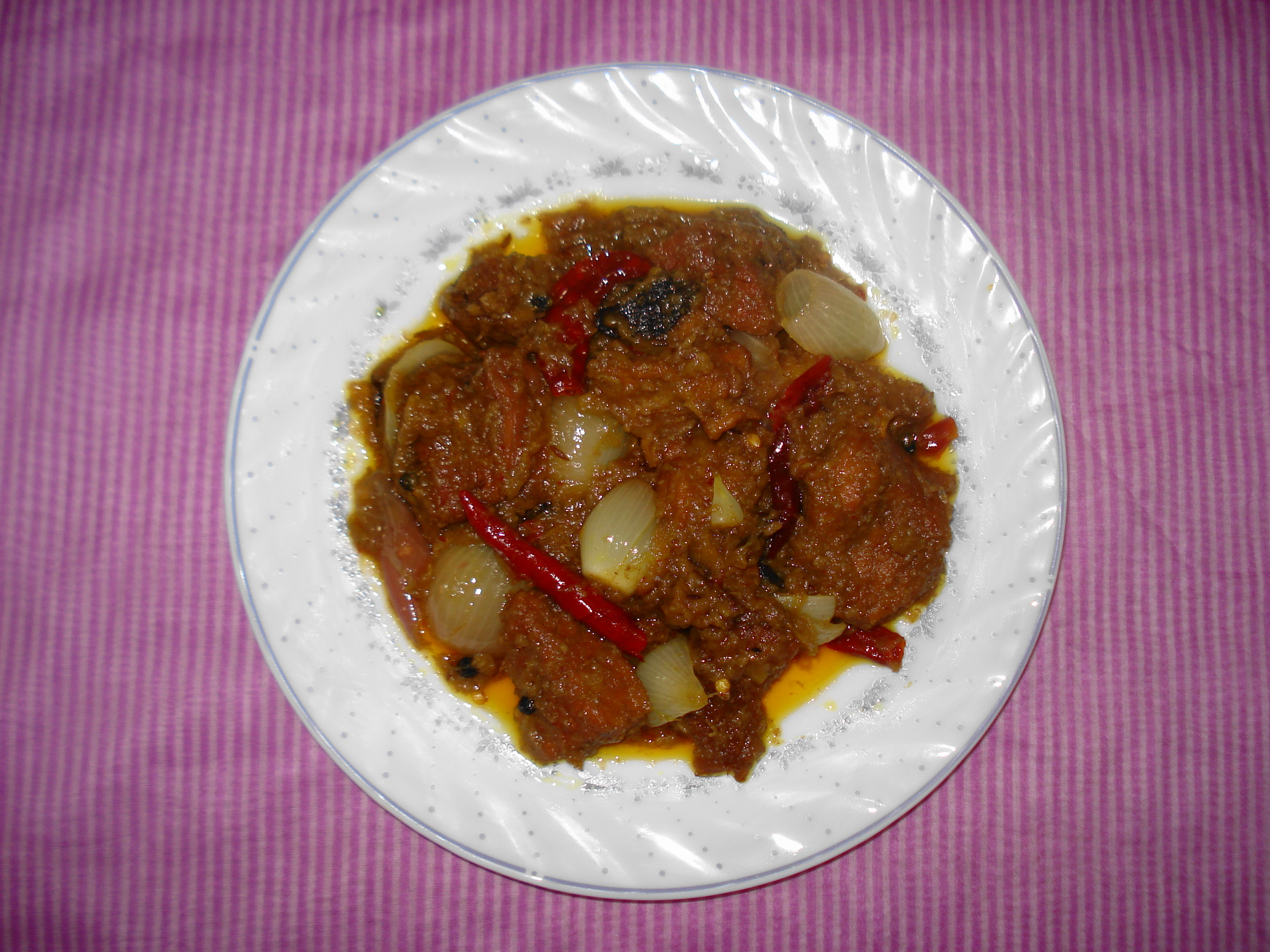
دوبيازة

أن المطبخ الإيراني أو الفارسي؛ بسبب الاستخدام الشائع تاريخيًا لمصطلح "بلاد فارس" للإشارة إلى إيران في العالم الغربي، على الرغم من أن الفرس هم مجرد مجموعة واحدة من بين العديد من المجموعات العرقية الإيرانية التي ساهمت في التقاليد الطهوية الإيرانية.
هو مطبخ عريق ومتنوع إذ أن لكل إقليم تقاليده في الطهي الخاصة به والذي يختلف بشكل أساسي عن أسلوب الطهي لمنطقة أخرى في المقاطعة نفسها. تضم إيران مجموعة متنوعة من 2500 نوع من الأطعمة التقليدية، وهي واحدة من أغنى أنواع الأطعمة في العالم. كان المطبخ الإيراني على اتصال واسع النطاق طوال تاريخه بمطابخ المناطق المجاورة له، بما في ذلك المطبخ القوقازي، ومطبخ آسيا الوسطى، والمطبخ اليوناني، والمطبخ الشامي، ومطبخ بلاد ما بين النهرين، والمطبخ الروسي والمطبخ التركي. كما تم تبني جوانب المطبخ الإيراني بشكل كبير من قبل المطبخ الهندي والمطبخ الباكستاني من خلال سلطنات فارسية تاريخية مختلفة ازدهرت أثناء الحكم الإسلامي في شبه القارة الهندية، وكانت الإمبراطورية المغولية أبرز هذه الأنظمة السياسية وأكثرها تأثيرًا.
تتكون الأطباق الرئيسية الإيرانية النموذجية من مزيج من الأرز واللحوم والخضروات والمكسرات. وكثيراً ما تستخدم الأعشاب، إلى جانب الفواكه مثل البرقوق والرمان والسفرجل والخوخ المجفف والمشمش والزبيب. كما يتم خلط التوابل والنكهات الإيرانية المميزة مثل الزعفران والهيل والليمون المجفف وغيرها من مصادر النكهة الحامضة والقرفة والكركم والبقدونس واستخدامها في أطباق مختلفة.
خارج إيران، يمكن العثور على حضور قوي للمطبخ الإيراني في المدن التي تضم أعدادًا كبيرة من الجالية الإيرانية، وهي منطقة خليج سان فرانسيسكو، ومنطقة واشنطن العاصمة، وفانكوفر، وتورنتو، وهيوستن، وخاصة لوس أنجلوس وضواحيها.
ويشتمل على تشكيلة متنوعة من الأطعمة مثل الكباب (بارغ، كوبيده، جوجيه، شيشليك، سلطاني وشينجه) ويخنة خوريشت (والتي هي يخنة تقدم مع الأرز البسمتي أو الإيراني ومنها غورمة سابزي، غيميه) وحساء الأش (أشينار) وكعك الخضروات كووكو وأرز پلو(ويمكن أن يكون أرز أبيض أو مضاف إلى اللحوم أو الخضروات أو التوابل ومنها پلو اللوبية، پلو البالو، پلو سابزي، پلو زيريشك، پلو بغالي وغيرها) وأنواع مختلفة من السلطات والفطائر والأشربة المتميزة بكل منطقة إيرانية.
وتستعمل الأعشاب مع الفواكه في الطهي مثل: الخوخ، والرمان، والسفرجل، والمشمش الزبيب. ومأكل الإيرانية الأساسي هو مزيج من الأرز مع اللحوم (مثل لحم الضأن، الدجاج أو السمك) مع البصل، الخضروات، النقولات والأعشاب. وللحصول على تناسق في المذاق، تستعمل المنكهات الفارسية مثل: الزعفران، والزيزفون الجاف، والكمون، والبقدونس.

## التاريخ
ومن بين الكتابات المتاحة من النصوص الفارسية الوسطى، نَجِد أطروحة خسرو وريداغ، التي تشير إلى اليخنات والأطعمة وطريقة استخدامها وكيفية الحصول عليها في العصر الساساني، والتي تعد مراجع صالحة في تجميع تاريخ الطبخ في إيران. ويمكن رؤية أسماء العديد من الأطباق الإيرانية والمصطلحات الطهوية التي تمت ترجمتها في الكتب باللغة العربية. ومن الطبيعي أن عادات وتقاليد العرب أثرت على الإيرانيين، وخاصة في العصر العباسي.
لقد أثر الفلاسفة والأطباء الفرس القدماء على تحضير الأطعمة الإيرانية بحيث تتبع قواعد خصائص التقوية والإضعاف للأطعمة استناداً إلى الطب التقليدي الإيراني.

## معرض صور

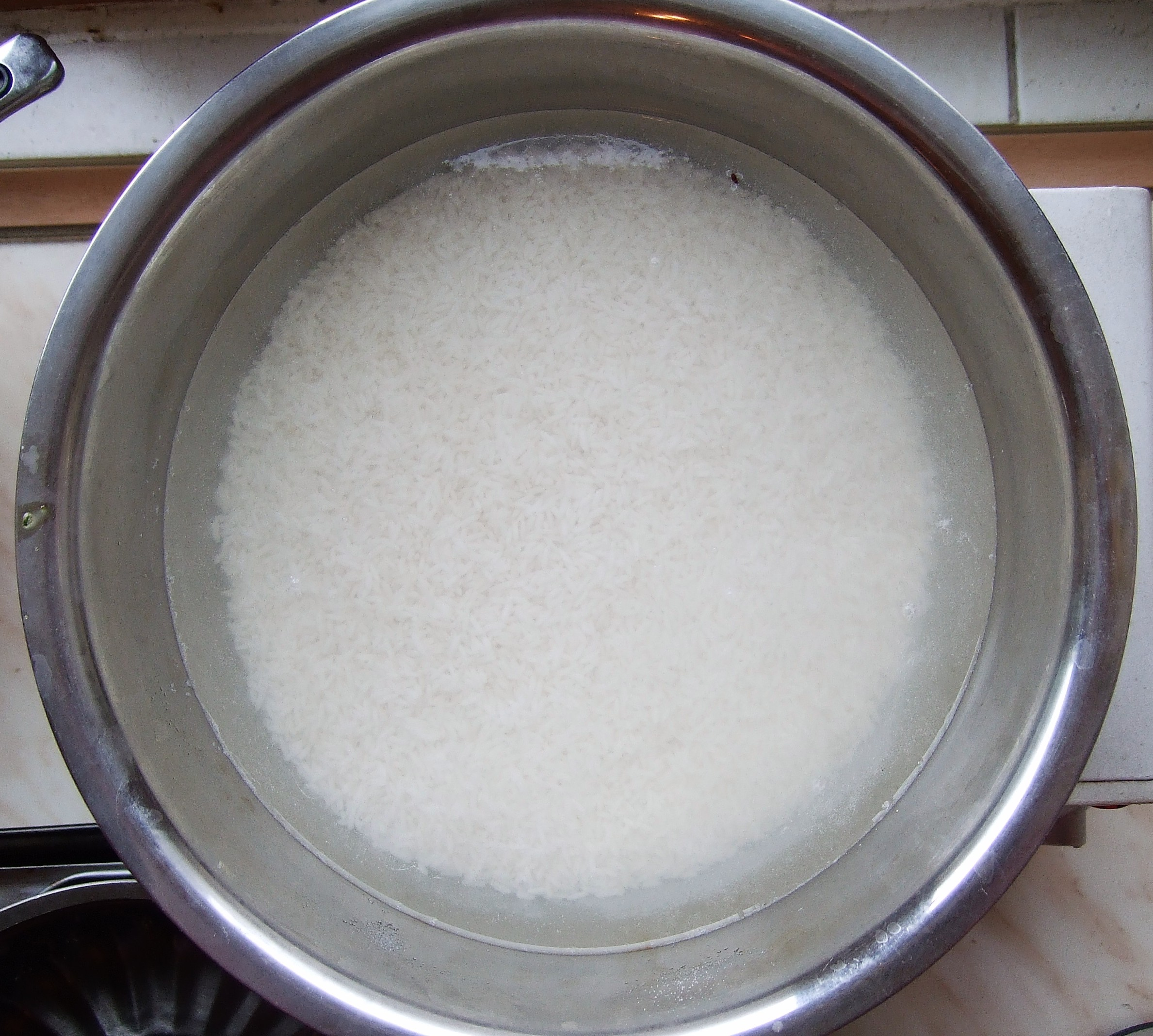
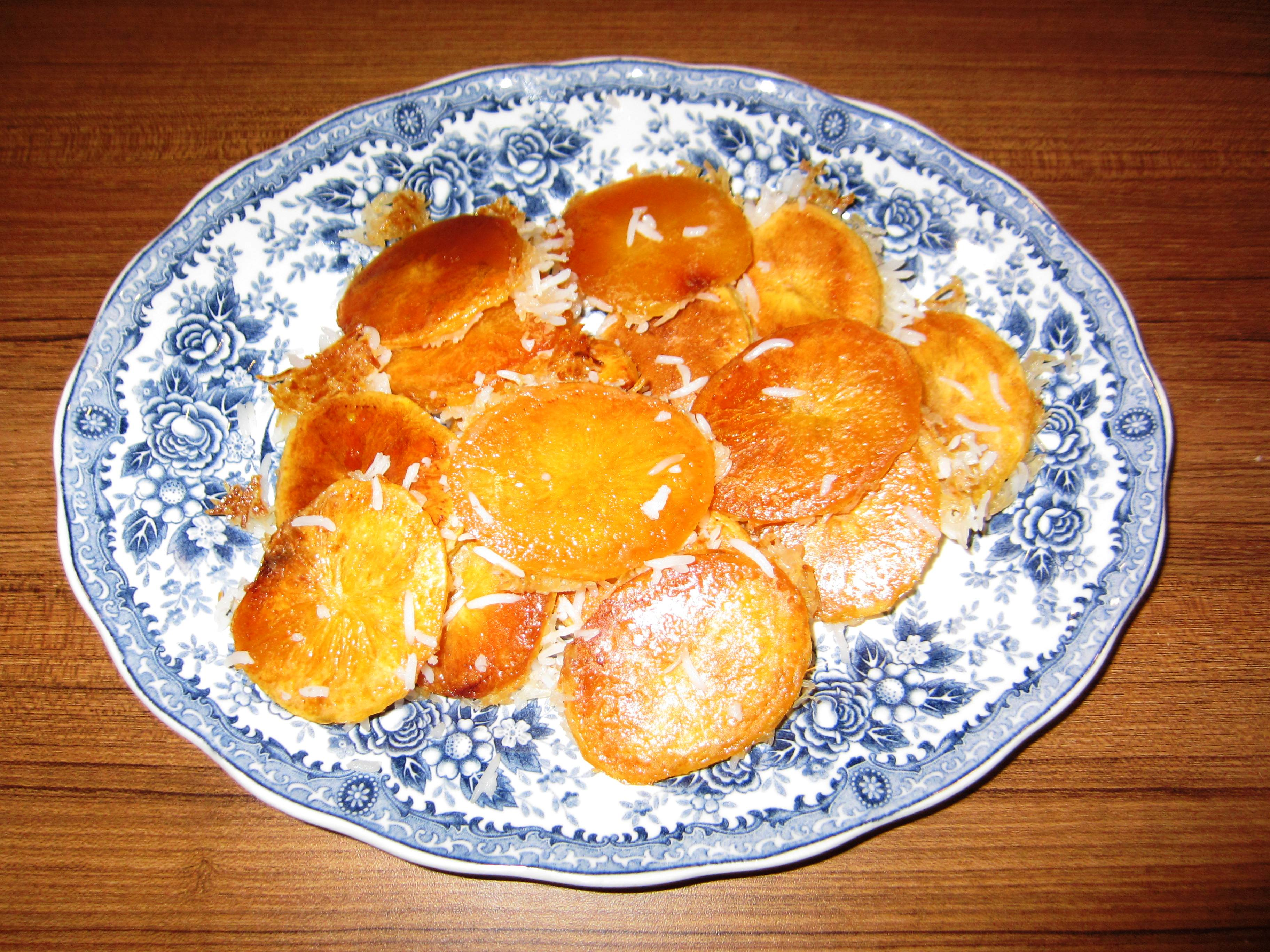
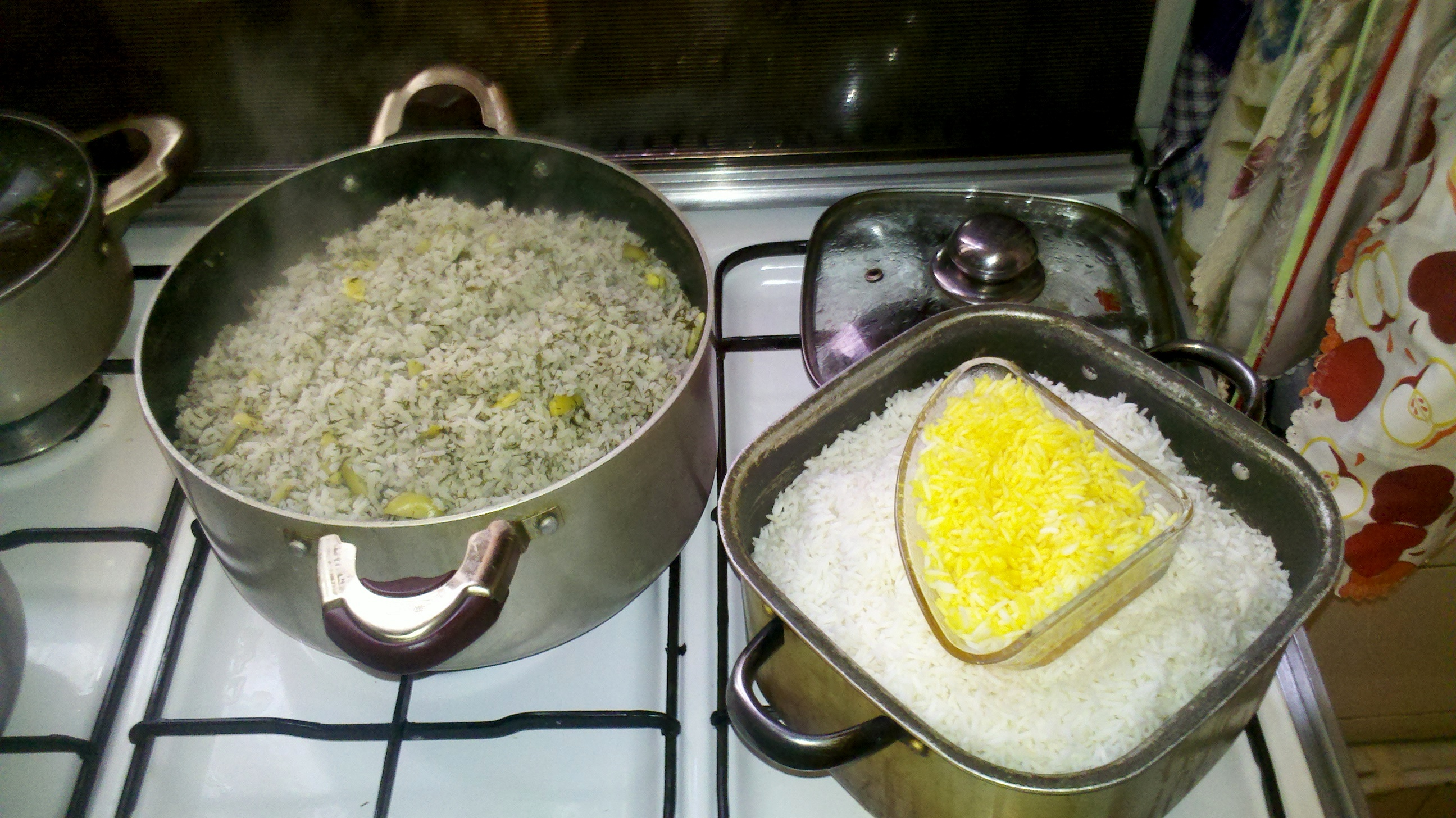
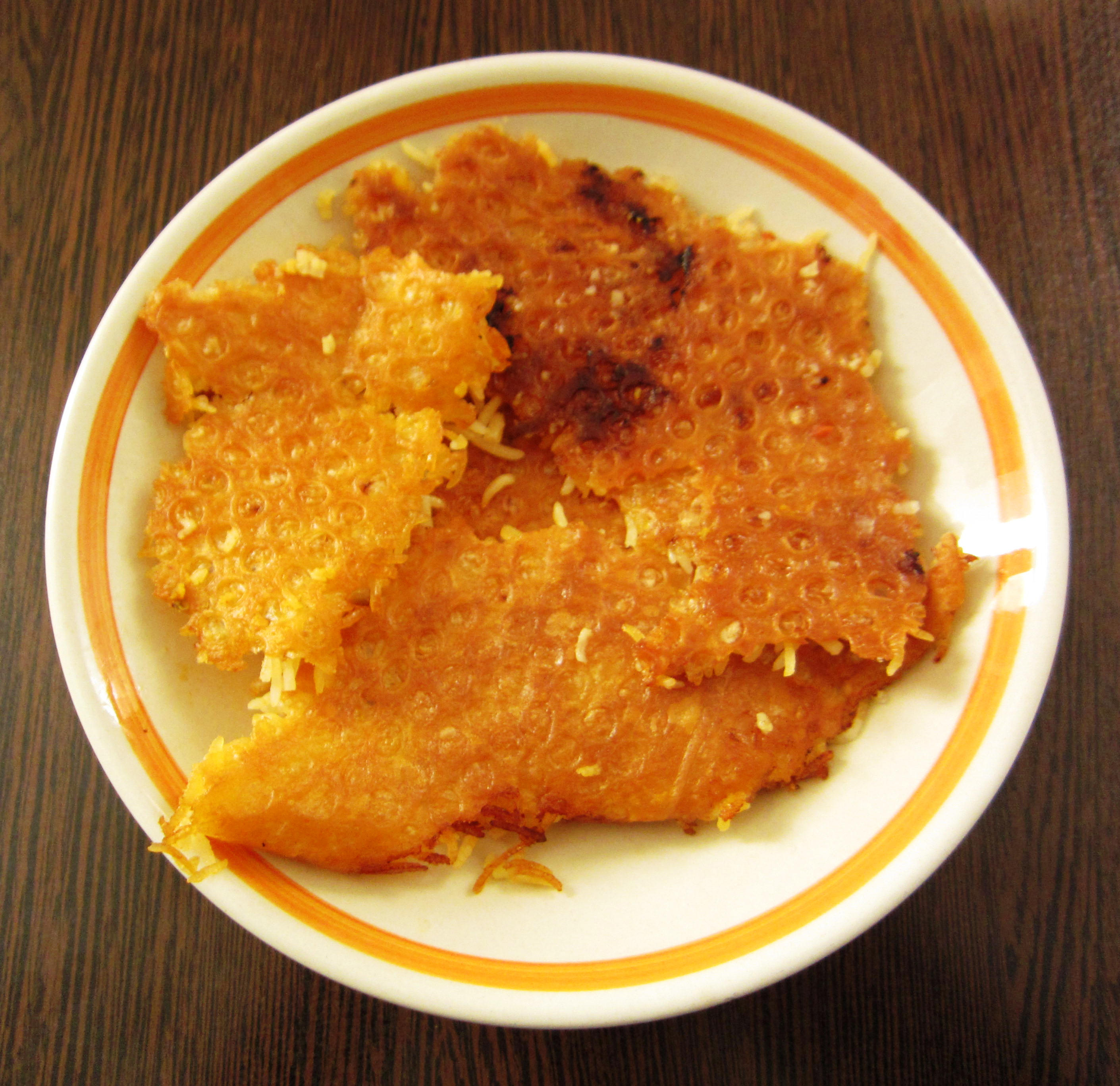
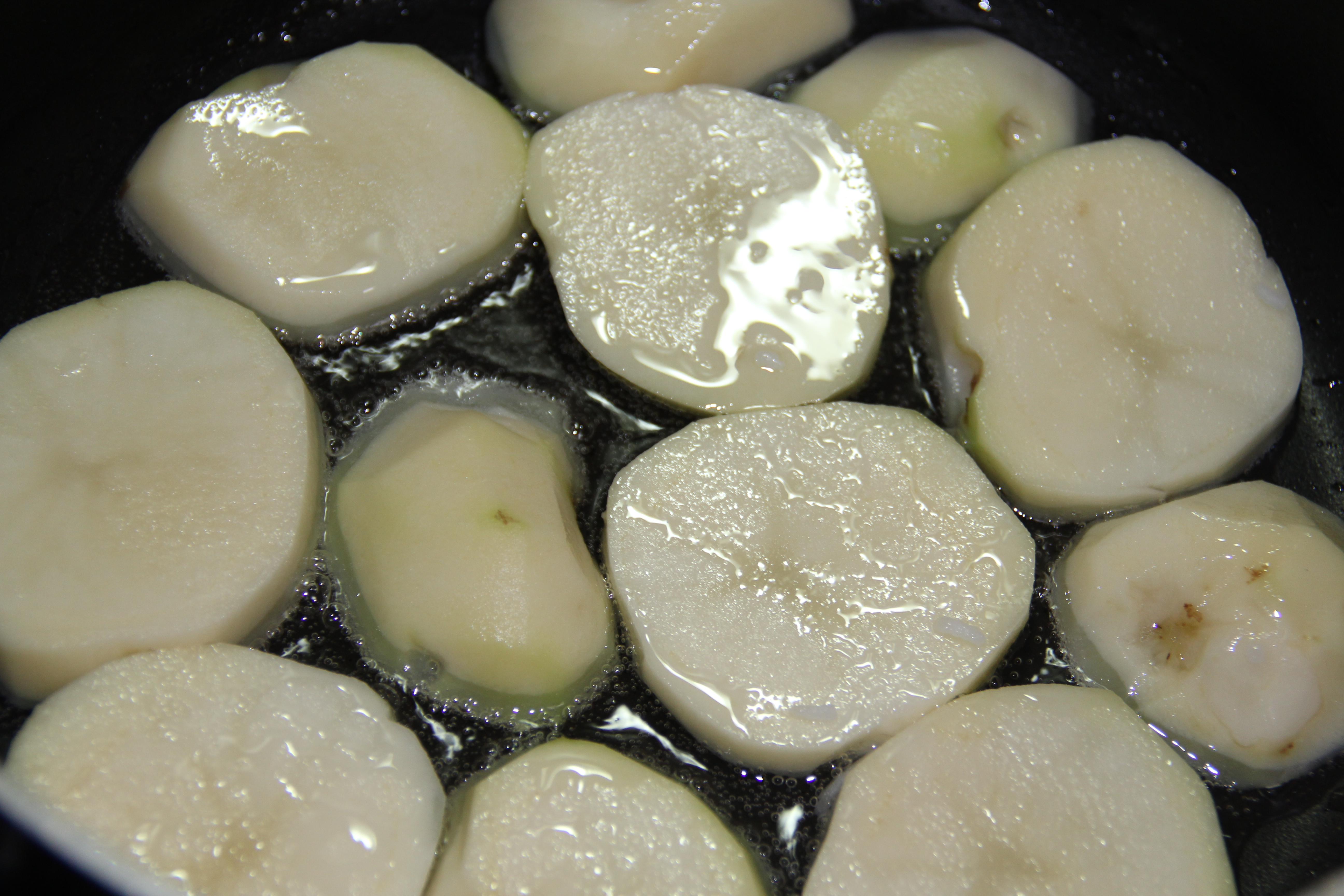

## الأطعمة والمشروبات النموذجية

### الطبق الرئيسي

#### كباب
| كباب كوبيدة: لحم ضأن أو لحم بقر مفروم مشوي على الفحم، مخلوط مع البقدونس والبصل.                     | كباب جوجة: قطع دجاج مشوية؛ أحد الأطباق الأكثر شيوعًا في إيران.             | كباب برغ: لحم ضأن أو دجاج أو لحم بقري مشوي ومتبل.                                    |
| كباب ترش: كباب تقليدي من جيلان ومازندران، متبل في عجينة من الجوز المطحون وعصير الرمان وزيت الزيتون. | كباب بختياري: خليط من شرائح لحم الضأن المشوية (أو لحم العجل) وصدر الدجاج. | شنجي: مكعبات من اللحم المشوي على أسياخ، وهو المعادل الإيراني للشيش كباب.             |
| الشاشليك: نوع شائع من الشيش كباب. في المطبخ الإيراني، يكون الشاشليك عادةً على شكل قطع كبيرة.         | كباب تابي: لحم مشوي منزلي الصنع، يتم تحضيره في المقلاة.                   | كباب بوناب: نوع من الكباب المصنوع من لحم الضأن المفروم والبصل والملح في مدينة بوناب. |